# Pola Brändle

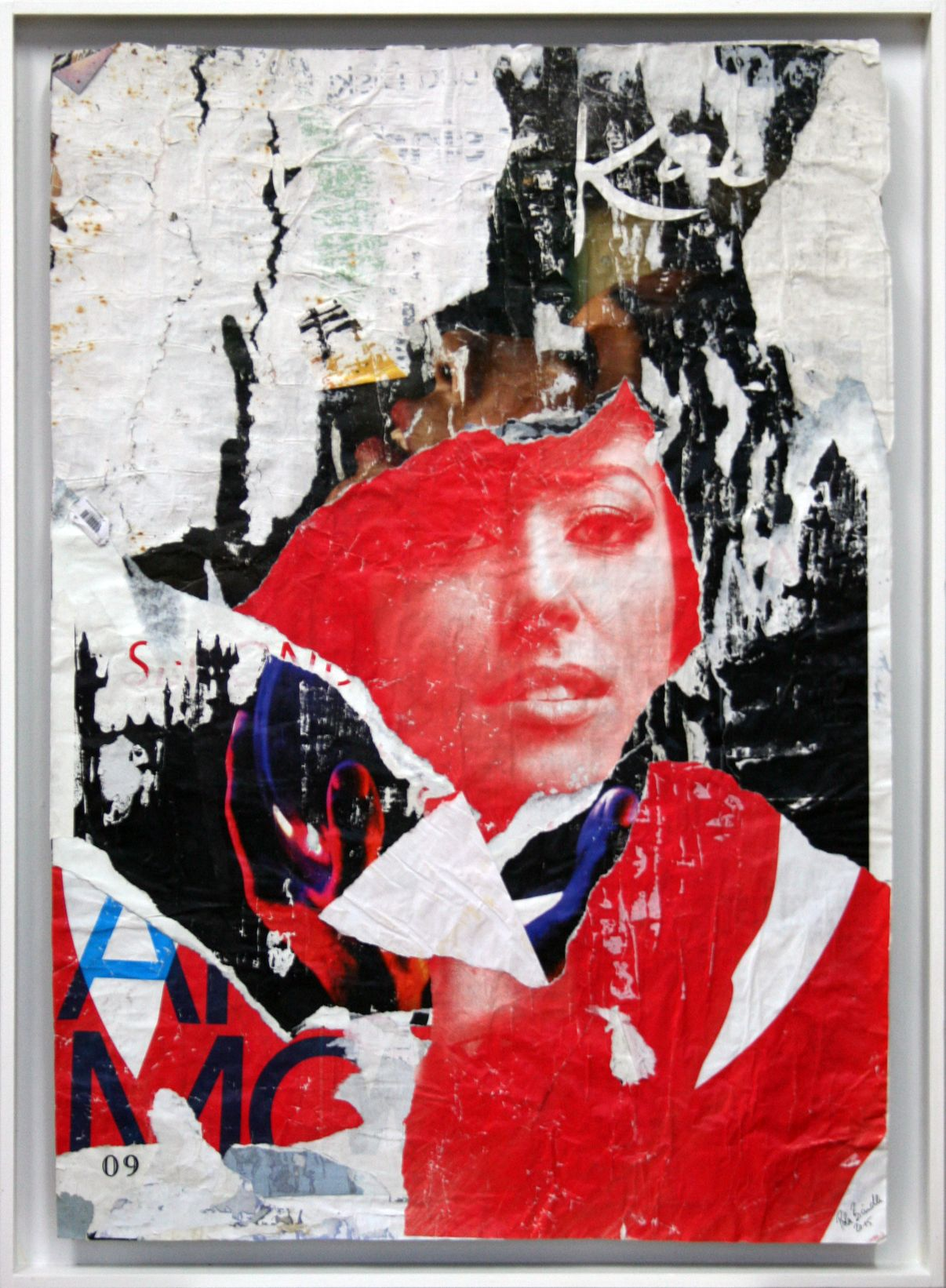
Collage/decollage in shadow gap frame, 2015, 90 × 66 cm

Pola Brändle (* 7. April 1980 in Aachen) ist eine deutsche Künstlerin. Schwerpunkte ihrer Arbeit sind Collagen und Décollagen.

## Leben
Brändle, in Aachen aufgewachsen, besuchte nach dem Abitur die Akademie der Bildenden Künste in Maastricht, an der sie 2003 ihren Bachelor of Design erlangte. Brändles Abschlussarbeit an der Akademie der Bildenden Künste Maastricht wurde zusammen mit neun anderen Arbeiten für den „TENT Academy Award“ (Rotterdam) als beste Abschlussarbeit der Niederlande nominiert. Nach längeren Aufenthalten in Portsmouth, Berlin und Lissabon zog es Brändle von 2010 für 2 Jahre nach Mallorca. 2012 hat Brändle ihren Lebens- und Arbeitsmittelpunkt zurück nach Berlin-Kreuzberg verlagert.
Pola Brändle war Teil des Zirkus Configurani, engagiert sich bis heute in der Zirkuswelt und organisierte viele Jahre auf der EJC die Open Stage für Jongleure und Artisten.
Außerdem unterstützt sie als Mitglied das gemeinnützige Paul Klinger Künstlersozialwerk e.V., das sich für Künstlerinnen und Künstler aller Gewerke einsetzt.

## Werk
Auf den Spuren der Affichisten führt Brändle aus kunsthistorischer Sicht fort, was ihre männlichen Kollegen vor mehr als 60 Jahren begonnen haben. Dabei geht Brändle noch einen Schritt weiter: So verarbeitet sie nicht nur Plakate aus ihrer unmittelbaren Umgebung, sondern sammelte auf ihren Reisen durch mehr als 40 Länder Postermaterial, auf Grundlage dessen sie zeit- und kulturspezifische Kunstwerke kreiert. Von kleinen Fragmenten bis zu Großformaten bewegen sich ihre Collagen/Decollagen dabei zwischen Pop Art und Abstraktion.

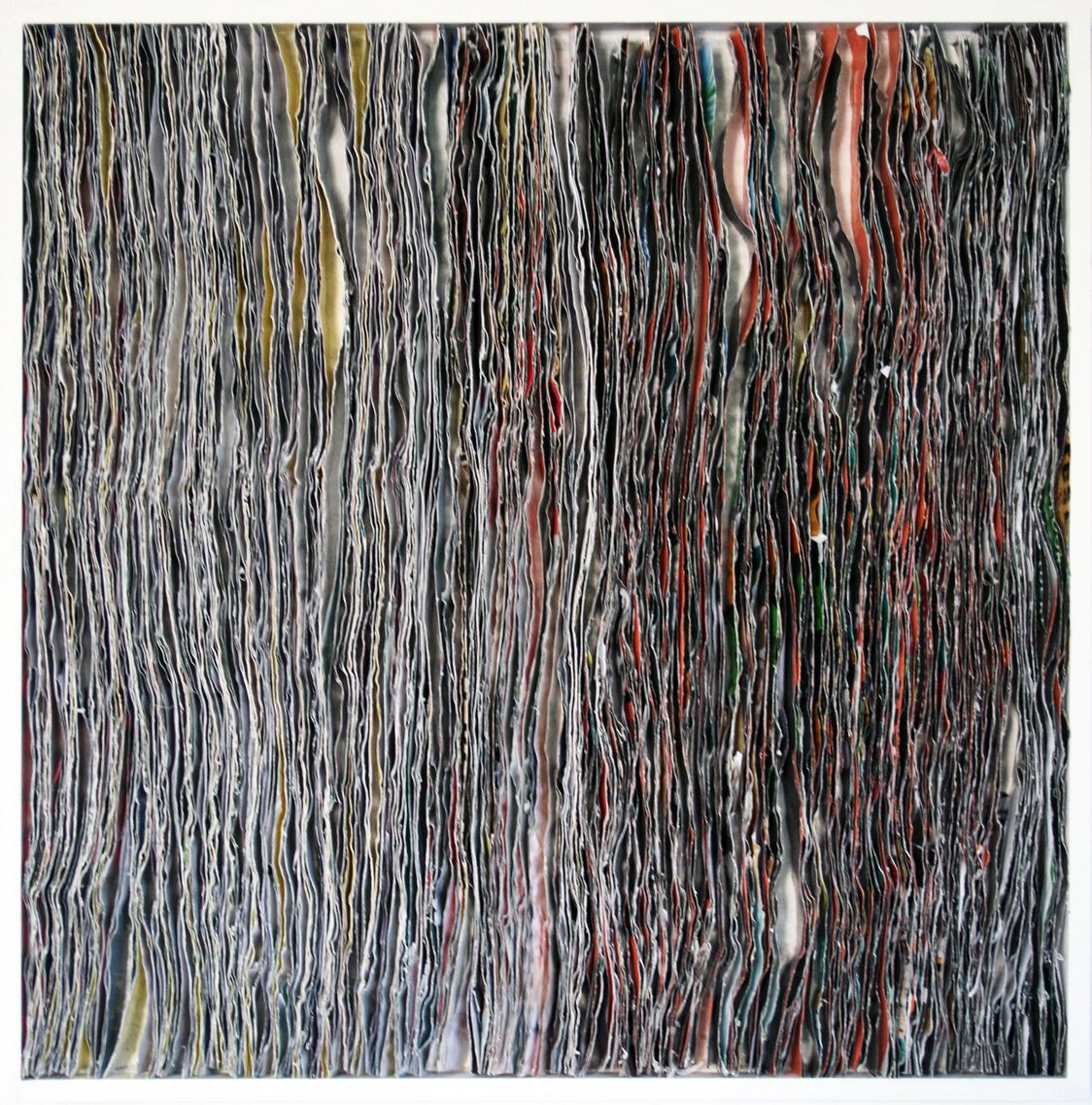
Collage in shadow gap frame, 2015, 47 × 47 cm
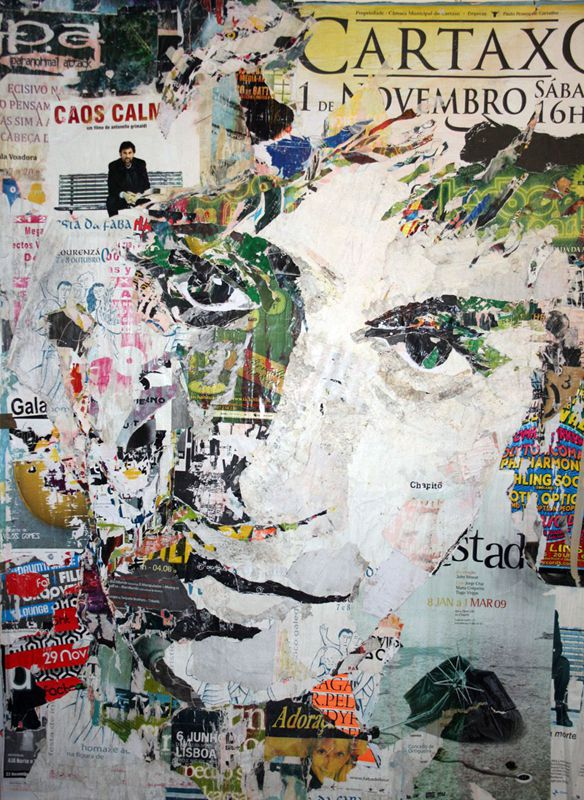
Emil Portrait, Collage/decollage, 2012, 250 × 180 cm
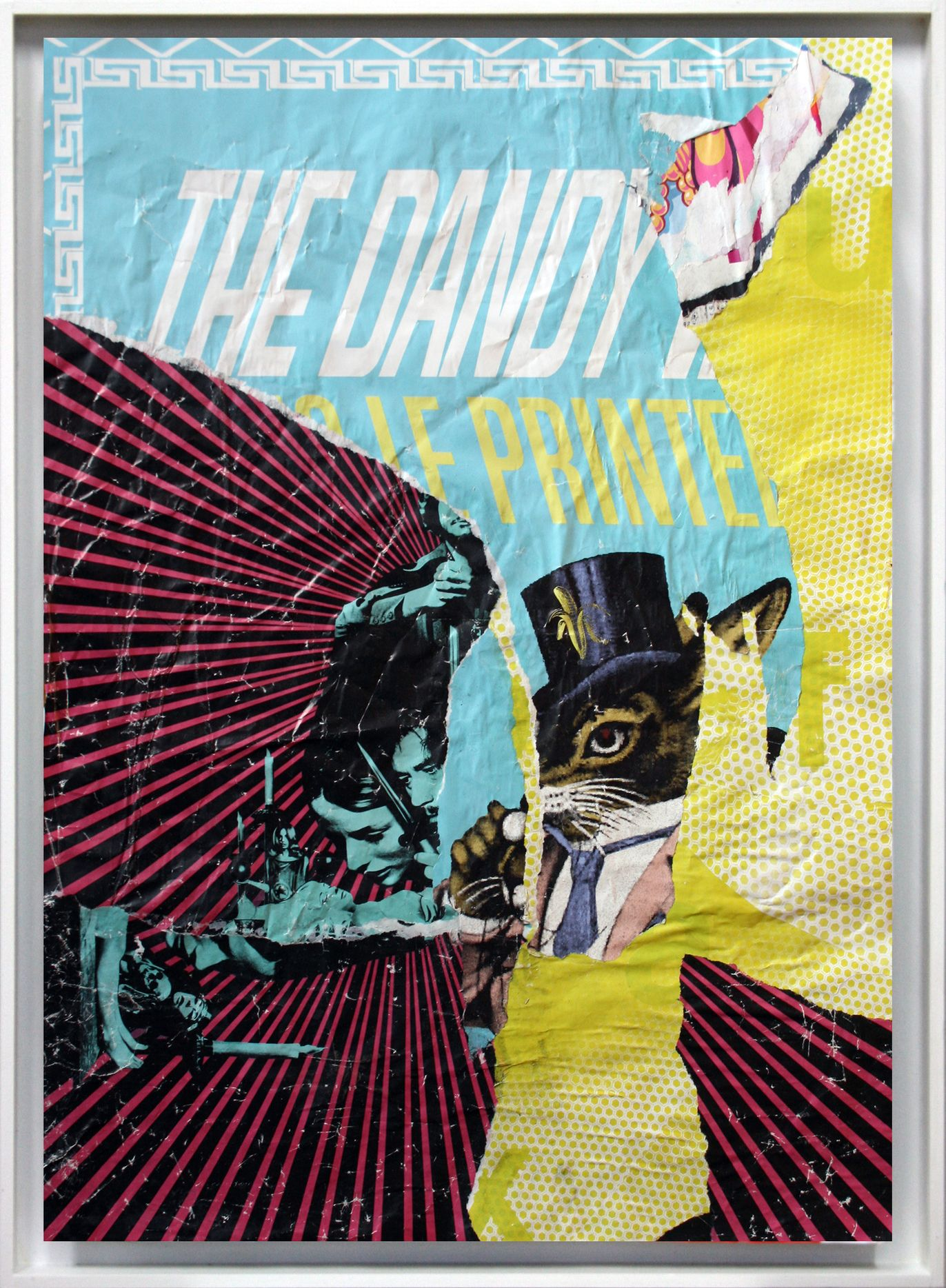
Collage/decollage in shadow gap frame, 2015, 65 × 46 cm
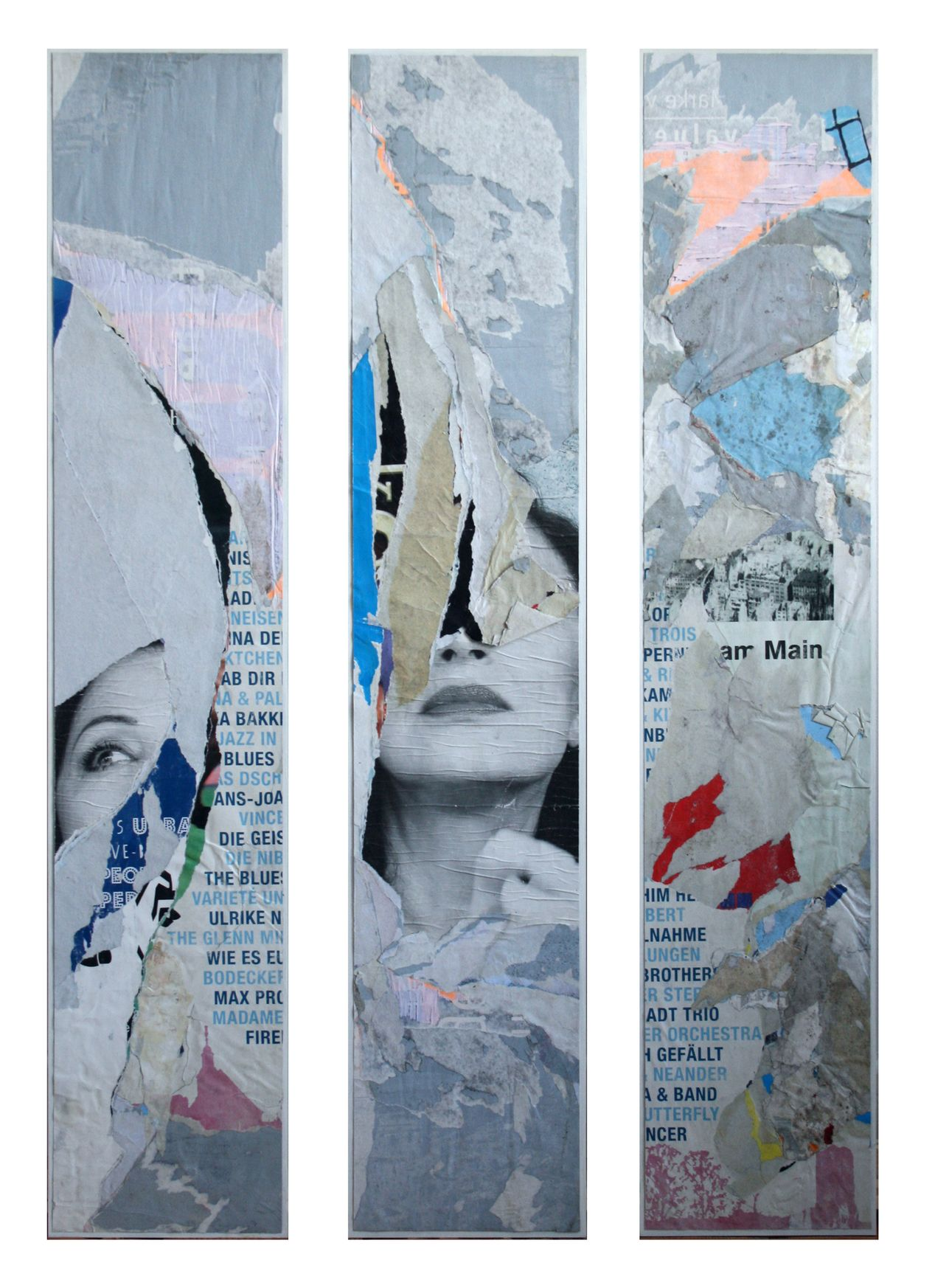
Frankfurt Looks, Collage/decollage on wood, 2015, 101 × 70 cm
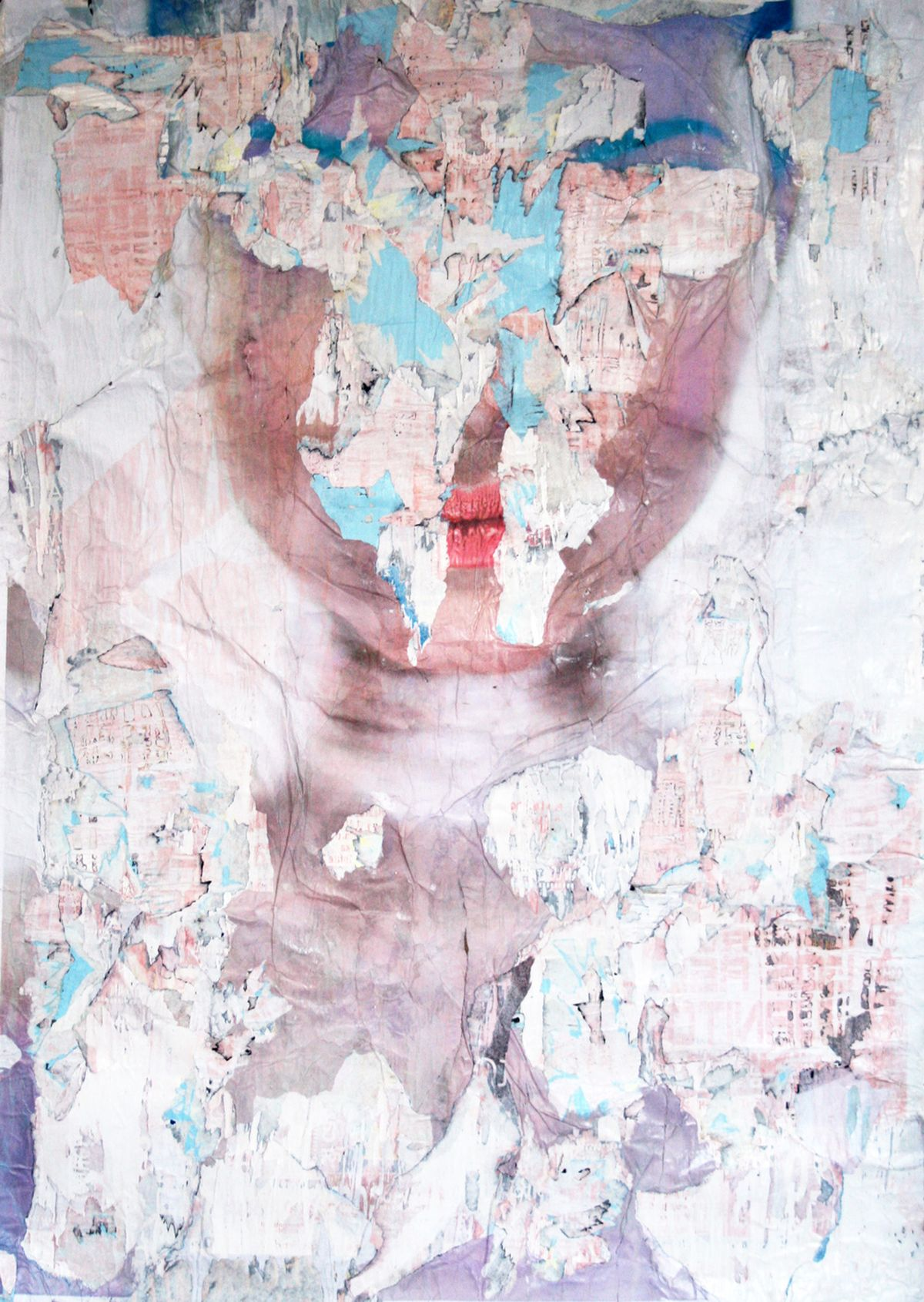
Morning Beauty, Collage/decollage, 2014, 128 × 100 cm

## Ausstellungen (Auswahl)

### Einzelausstellungen
- 2025: YOTOMY Art Gallery | Duisburg, Deutschland
- 2023: b'mine hotel Düsseldorf, permanente Ausstellung | Düsseldorf, Deutschland
- 2022: b'mine hotel Frankfurt, permanente Ausstellung | Frankfurt am Main, Deutschland
- 2021: MS Europa 2 "Galerie auf See" | Europa and Asien
- 2021: Seehotel Rheinsberg | Rheinsberg, Deutschland
- 2020: Galerie Wohlfarth | Duisburg, Deutschland
- 2020: Seehotel Rheinsberg | Rheinsberg, Deutschland
- 2020: Galerie auf See | MS Europa 2, Europa
- 2018: Kunststation Kleinsassen | Kleinsassen, Deutschland
- 2017: coGalleries | Berlin, Deutschland
- 2017: Alte Feuerwache – Kommunale Galerie | Berlin, Deutschland* 2016: kunstundhelden | Berlin, Deutschland
- 2016: Hotel de Rome (Rocco Forte Hotels) | Berlin, Deutschland
- 2015: Galerie Loeffel | Basel, Schweiz
- 2015: 3 Punts Galerie | Berlin, Deutschland
- 2014: Kunstetage K55, Duo Show | Heilbronn, Deutschland
- 2013: 3 Punts Galerie | Berlin, Deutschland
- 2012: Galeria K | Palma de Mallorca, Spanien
- 2011: Rialto Living | Palma de Mallorca, Spanien
- 2011: Galeria Flohr | Santanyi, Spanien
- 2010: CoCA - Center on Contemporary Art | Seattle, WA, USA
- 2009: YBDD Showroom | Berlin, Deutschland
- 2007: Galerie Amadeus Art | Berlin, Deutschland
- 2006: Galerie Borchert+Schelenz, Duo Show | Berlin, Deutschland
- 2005: Erholungsgesellschaft | Aachen, Deutschland

### Gruppenausstellungen
- 2025: Gesammelte Schätze, Kulturstiftung Kulturkorridor | Leipzig, Deutschland
- 2025: Ode an den Freund, Kunsthalle Lehnin | Lehnin, Deutschland
- 2024: Schwingungen | Kulturstiftung Kulturkorridor | Leipzig, Deutschland
- 2024: Neue Romantik 3.0 | Kulturstiftung Kulturkorridor | Gera, Deutschland
- 2024: COEXIST | Kulturstiftung Kulturkorridor | Aachen, Deutschland
- 2023: Galerie MoonART| Leipzig, Deutschland
- 2023: Leipzig Bilde(r)t in Kunst | Kulturstiftung Kulturkorridor | Leipzig, Deutschland
- 2022: Herbstsalon #2 | Kulturstiftung Kulturkorridor | Aachen, Deutschland
- 2022: STIL MIX | Kulturstiftung Kulturkorridor | Leipzig, Deutschland
- 2021: Herbstsalon #1 | Kulturstiftung Kulturkorridor | Aachen, Deutschland
- 2019: Museum Frieder Burda | Berlin, Deutschland
- 2018: Schau Fenster | Berlin, Deutschland
- 2017: Magyar Muhely Galeria | Budapest, Ungarn
- 2017: Mamü Gallery | Budapest, Ungarn
- 2017: Gerhard Braun Galerie | Palma de Mallorca, Spanien
- 2016: Haus am Lützowplatz, Berlin, Deutschland
- 2016: Sunnubraut | Gardur, Island
- 2015: RDKM | Istanbul/Yalova, Türkei
- 2014: Kellergalerie Art.ig | Wien, Österreich
- 2014: Casa Museo de Mijas | Mijas, Spanien
- 2014: MMG Gallery | Budapest, Ungarn
- 2013: Deutsche Botschaft | Moskau, Russland
- 2013: Stadtmuseum | Yalova, Türkei
- 2012: Galerie Michael Nolte | Münster, Deutschland
- 2012: Galerie Freitag 18.30 | Aachen, Deutschland
- 2010: Galeria BCN untitled | Barcelona, Spanien
- 2009: Kunstsalon Europa | Berlin, Deutschland
- 2008: Vosspalais - Kunstschau Berlin | Berlin, Deutschland
- 2007: Galerie Borchert+Schelenz | Berlin, Deutschland
- 2006: Galerie Meisterschüler, Berlin, Deutschland

## Publikation
- Plakatief - A World in Layers. Kerber Verlag, Bielefeld 2010, ISBN 978-3-86678-484-0